# Шордога
Шордога — местечко в Юрьев-Польском районе Владимирской области России, входит в состав Красносельского сельского поселения.

## География
Местечко расположено в 31 км на север от райцентра города Юрьев-Польский.

## История
В XIX — начале XX века деревня называлась Красная и входила в состав Городищенской волости Юрьевского уезда, с 1925 года — в составе Ленинской волости Юрьев-Польского уезда Иваново-Вознесенской губернии. В 1859 году[страница не указана 1522 дня] в деревне числилось 7 дворов, в 1905 году — 16 дворов.
С 1929 года деревня входила в состав Подолецкого сельсовета Юрьев-Польского района, с 2005 года — в составе Красносельского сельского поселения.

## Население
| 1859 | 2002 | 2010 | 2021 |
| ---- | ---- | ---- | ---- |
| 63   | ↗76  | ↘40  | ↘19  |

## Экономика
В Шордоге находится деревообрабатывающее предприятие ООО «Юрьев-Лес».